# Кёниг, Мари Жозеф Пьер Франсуа
Мари Жозеф Пьер Франсуа Кёниг (фр. Marie-Pierre Kœnig; 10 октября 1898 — 2 сентября 1970) — французский военачальник, кавалер ордена Освобождения, маршал Франции (6 июня 1984, посмертно), депутат Национального собрания Франции (1951).
Наиболее известен как командир 1-й французской свободной пехотной дивизии во время битвы при Бир-Хакейме (Ливия), которая происходила с 26 мая по 11 июня 1942 года во время Североафриканской кампании. Во время этой битвы его бригада численностью 3700 человек упорно оборонялась против немецких и итальянских войск Африканского корпуса под командованием генерала Эрвина Роммеля, обладавших почти десятикратным превосходством.

## Биография

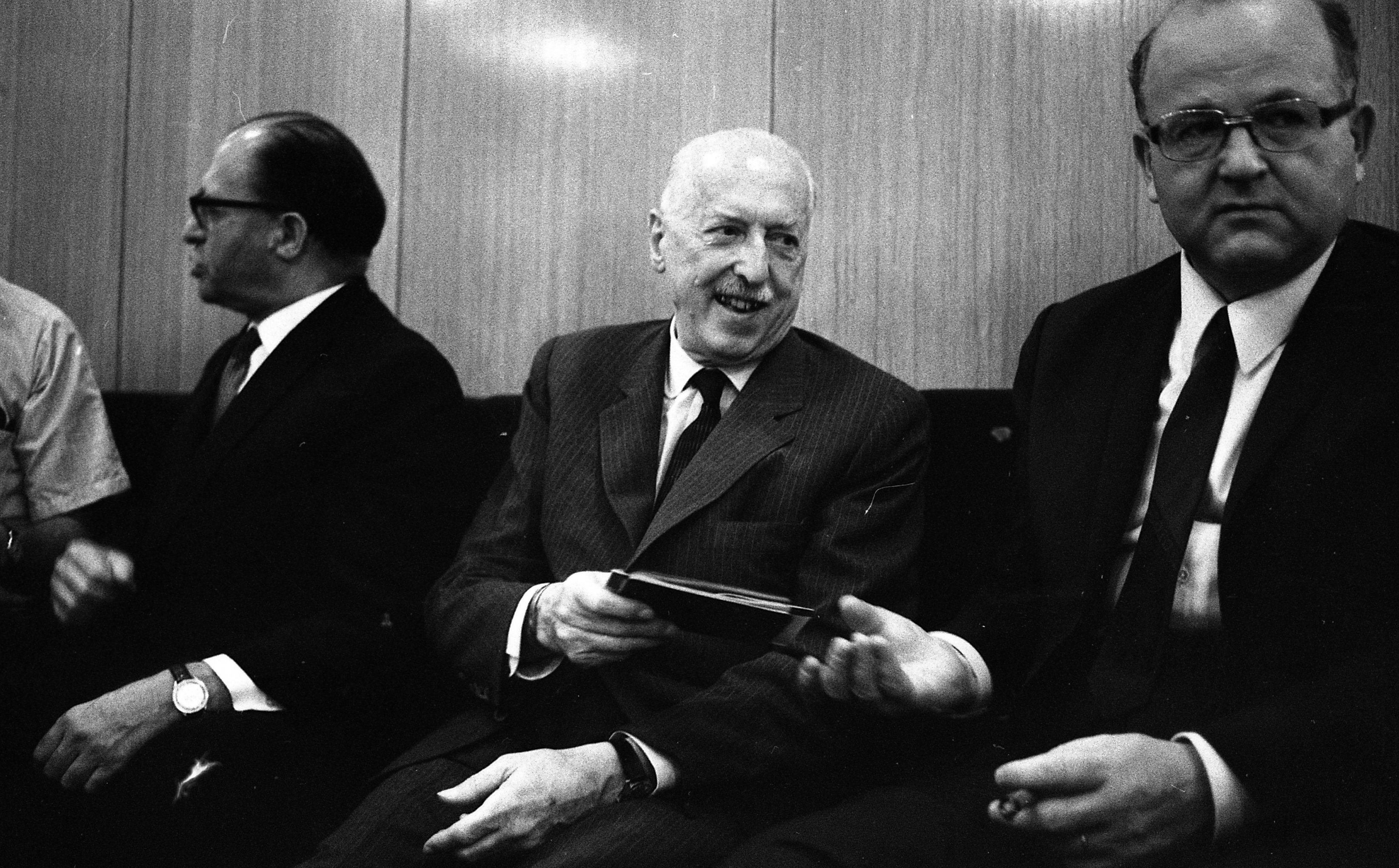
Кёниг, 1969

Родился 10 октября 1898 года в городе Кан (Нормандия). Семья Кёнигов происходила из Эльзаса.
По окончании учёбы в 1917 году служил в 36-м пехотном полку. В феврале 1918 года получил звание прапорщика и оказался на фронте. 3 сентября 1918 года Пьер Кёниг был награждён военной медалью, а затем получил звание младшего лейтенанта.
После Первой мировой войны служил в Силезии, в Альпах, в Германии, затем в 1930-х годах служил в колониальных войсках в Марокко, в штабе дивизии в Марракеше.
Когда началась Вторая мировая война, Кёниг вернулся во Францию. В 1940 году в звании капитана он участвовал в Норвежской кампании 1940 года и в боях в Северной Франции. Эвакуировался с британской армией из Дюнкерка в Англию.
В Лондоне Кёниг присоединился к генералу Шарлю де Голлю и в начале 1941 года получил звание полковника. Кёниг был назначен начальником штаба в первых дивизиях Свободных французских войск. В 1941 году он служил в Сирии и Ливане.
В 1941 году и во время своего визита в Палестину, он ознакомился с зарождающимися в кибуцах еврейскими вооружёнными отрядами и с тех пор оставался верным другом еврейского государства.
В июле 1941 года Кёниг получил звание бригадного генерала.
Генерал Кёниг командовал 1-й свободной французской дивизией во время битвы при Бир-Хакейме (26 мая — 11 июня 1942 года). Его соединение, состоявшее из 3700 человек, остановило продвижение пяти дивизий и в течение 16 дней вело тяжёлые бои с почти вдесятеро большими силами противника. 11 августа 1942 года дивизии было приказано отступить. Генерал де Голль сказал Кенигу: «Слушайте и скажите своим войскам: вся Франция смотрит на вас, вы наша гордость». Затем дивизия, которой командовал Пьер Кёниг, участвовала во втором сражении при Эль-Аламейне.
В 1943—1944 годах был заместителем начальника Генерального штаба французских войск. В 1944 году был французским офицером связи при Верховной штаб-квартире экспедиционных сил союзников, был командующим (Внутренними французскими войсками) (силами Сопротивления). В апреле 1944 года был назначен главнокомандующим войсками «Свободной Франции» в Великобритании. Участвовал в высадке союзников в Нормандии.
В июне 1944 года получил звание генерала армии и 21 августа, незадолго до освобождения Парижа, был назначен военным губернатором города.
24 апреля 1945 года арестовал маршала Петена в Валлорбе на швейцарской границе и сопроводил его в форт Монруж, где тот был заключен под стражу.
С июля 1945 по 21 сентября 1949 года он исполнял обязанности главнокомандующего французской оккупационной зоной в Германии.
В 1949—1950 годах был генерал-инспектором французской армии в Северной Африке.
В 1950—1951 годах был вице-президентом Высшего военного совета. В 1951 году был избран депутатом Национального собрания.
В июне — августе 1954 года и феврале — октябре 1955 года — министр национальной обороны и вооружённых сил.
Скончался 2 сентября 1970 года в Нёйи-сюр-Сен.

## Личная жизнь
В 1941—1942 годах любовницей полковника Кёнига была водитель Сьюзан Трэверс, позднее получившая известность как единственная в истории женщина, официально служившая во Французском Иностранном легионе.

## Память

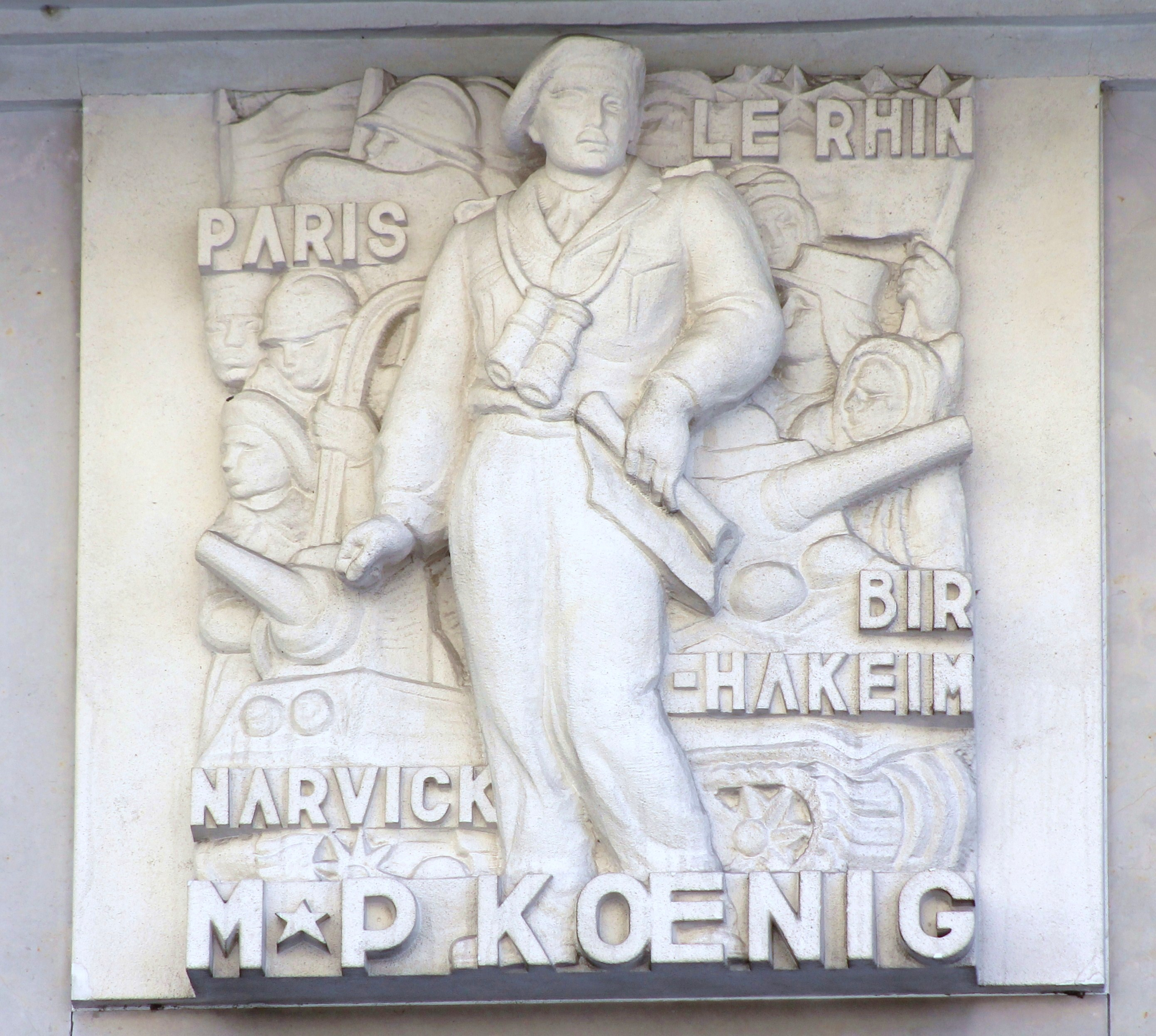
Барельеф на фасаде отеля Малерб в Кане (провинция Кальвадос, Нормандия)

- В 1972 году его имя было присвоено мосту в Лионе.
- В городе Нёйи-сюр-Сен есть бульвар генерала Кёнига.
- В 1978 году одна из площадей в 17-м округе Парижа была переименована в площадь генерала Кёнига.
- Одна из улиц в Иерусалиме в районе Тальпиот носит имя генерала Пьера Кёнига.
- Одна из улиц Нетании (Израиль) носит имя генерала Пьера Кёнига.
- В Страсбурге именем генерала Кёнига названа набережная.

## Воинские звания
- капитан (25 июня 1931)
- командант (1 июля 1940)
- подполковник (ноябрь 1940)
- полковник (июнь 1941)
- бригадный генерал (5 июня 1942)
- дивизионный генерал (25 мая 1943)
- корпусной генерал (25 июня 1944)
- армейский генерал (20 мая 1946)
- маршал Франции (6 июня 1984, посмертно)